# Дюбуа, Бруно-Дени
Бруно́-Дени́ Дюбуа́ (фр. Bruno-Denis Dubois) — французский кёрлингист и тренер по кёрлингу.
В качестве тренера мужской и женской сборных Франции участник мужского чемпионата мира 2004 и двух чемпионатов Европы.

## Результаты как тренера национальных сборных
| Год  | Турнир                                       | Сборная           | Место |
| ---- | -------------------------------------------- | ----------------- | ----- |
| 2000 | Чемпионат Европы по кёрлингу 2000            | Франция (мужчины) | 7     |
| 2001 | Чемпионат Европы по кёрлингу 2001            | Франция (женщины) | 10    |
| 2004 | Чемпионат мира по кёрлингу среди мужчин 2004 | Франция (мужчины) | 10    |